# Afonso Gomes de Lira
Afonso Gomes de Lira (? – 1390) foi um nobre a cavaleiro medieval da Alta Idade Média do Reino de Portugal, tendo sido senhor de Lira, actual localidade de Lara.  
Em 13 de Janeiro de 1371 foi alcaide-mor da cidade de Braga, recebeu a mercê por doação da terra de Fraião e o préstimo de Romarigães, por carta real do Rei D. Fernando I de Portugal.

## Relações familiares
Foi filho de Lopo Gomes de Lira (1350 -?) e de Teresa Gomes de Abreu (1375 -?). Casou com Mécia Anes de Gand de quem teve:
1. Rui Gomes de Lira (1420 -?) senhor de Lira, casou com Urraca Bermudes de Castro e Montaos